# Sporobolus cordofanus
Sporobolus cordofanus là một loài thực vật có hoa trong họ Hòa thảo. Loài này được (Hochst. ex Steud.) Hérincq ex Coss. miêu tả khoa học đầu tiên năm 1889.